# Johan Sverdrup
Pour l’article homonyme, voir Sverdrup.
Johan Sverdrup, né le 30 juillet 1816 à Tønsberg et mort le 17 février 1892 à Christiania (Oslo), est un homme d'État norvégien du Venstre (parti libéral norvégien). Il est le premier Premier ministre de la Norvège de 1884 à 1889, soit après l'introduction du régime parlementaire.
Il est le frère d'un autre homme politique norvégien, Harald Ulrik Sverdrup.